# Fernando Alarza
Fernando Alarza   (Talavera de la Reina, 23 de març de 1991) és un esportista espanyol que competeix en triatló.
Va guanyar una medalla de bronze en el Campionat Mundial de Triatló de 2016, i una medalla de plata al Campionat Europeu de Triatló de 2018.
Va participar en els Jocs Olímpics de Rio de Janeiro 2016, ocupant el 18è lloc en la prova masculina, i en els Jocs Olímpics de Tòquio 2020, ocupant el 12è lloc de la prova masculina.

## Trajectòria
Es va proclamar campió de l'Mundial juvenil de triatló en 2010. Va obtenir dues medalles d'or a la Copa d'Europa de Triatló de 2013. Des de 2012 disputa les  Sèries Mundials de Triatló, en les que va aconseguir en  2016 el tercer lloc en la classificació general i una victòria d'etapa en la prova disputada a Ciutat del Cap.
En l’àmbit nacional va guanyar el títol en el Campionat d'Espanya de Triatló de 2016 i en el Campionat d'Espanya de Triatló de Velocitat de 2020.

## Palmarès internacional
| Campionat Mundial | Campionat Mundial     | Campionat Mundial | Campionat Mundial |
| Any               | Ubicació              | Medalla           | Prova             |
| ----------------- | --------------------- | ----------------- | ----------------- |
| 2016              | Cozumel ( Mèxic)      | 3                 | Individual        |
| Campionat Europeu |                       |                   |                   |
| Any               | Ubicació              | Medalla           | Prova             |
| 2018              | Glasgow ( Regne Unit) | 2                 | Individual        |